# Museo Casa Chihuahua
Casa Chihuahua Centro de Patrimonio Cultural, fue conocido anteriormente como Palacio Federal de Chihuahua, es un edificio de principios del siglo XX ubicado en el noroeste de la ciudad de Chihuahua, Chih., México. Sirvió como edificio de defensa contra los invasores franceses, y luego rehabilitado para oficinas públicas de la ciudad hasta mediados del siglo XX, cuando fue restaurado como un museo que se especializa en exposiciones itinerantes.